# Гардерт
Гардерт (нім. Hardert) — громада в Німеччині, розташована в землі Рейнланд-Пфальц. Входить до складу району Нойвід. Складова частина об'єднання громад Ренгсдорф.
Площа — 3,44 км2. Населення становить 858 ос. (станом на 31 грудня 2020).